# Austauschholz
Austauschhölzer sind Hölzer, die eine Holzart im Erscheinungsbild (Maserung), Dauerhaftigkeit oder mechanischen Eigenschaften möglichst gleichwertig ersetzen sollen. Maßgebliche Kriterien hierfür sind z. B. die Gebrauchsklasse (bei Außeneinsatz) oder die Festigkeitswerte. Gründe für den Austausch sind häufig die bessere Verfügbarkeit im Handel, der günstigere Preis oder die Vereinbarkeit mit internationalen Artenschutzabkommen. Besonders dringend gesucht werden Austauschhölzer für geschützte, also nur noch eingeschränkt (z. B. alle Dalbergia-Arten) oder gar nicht mehr legal handelbare Holzarten wie der ebenfalls zu den Dalbergia-Arten zählende Rio-Palisander.
Seit der Verabschiedung der CITES-Abkommen, die seit dem 2. Januar 2017 in geltendes EU-Recht übernommen wurden, müssen z. B. im Musikinstrumentenbau vermehrt traditionelle und bewährte exotische Hölzer durch einheimisches Austauschholz ersetzt werden.

## Anwendungen
Zur Verwendung als Werkzeugstiele lassen sich Hickory, Esche und Robinie weitgehend gegeneinander austauschen, da alle drei Holzarten über eine hohe Zähigkeit verfügen. Bei Gartenmöbeln kann Teakholz durch Robinienholz ersetzt werden. Bei Terrassendielen werden Tropenhölzer durch wärmebehandelte heimische Holzarten („Thermo-Esche“) ersetzt.
Manche Holzarten können durch Beizen oder Dämpfen der Färbung einer zu ersetzenden Holzart angenähert werden. So wurde im historischen Möbelbau z. B. Ebenholz durch schwarz gebeizten Birnbaum ersetzt. Im Musikinstrumentenbau wird in jüngerer Zeit Ebenholz auch durch Bergahornholz ersetzt, das nach einem speziellen Heißpressverfahren ähnliche Tonholz-Eigenschaften aufweist.

## Rechtsquellen
- Convention on on International Trade in Endangered Species of Wild Fauna and Flora - CITES. Volltext
- CITES-Verordnungen Hrsg. Bundesamt für Naturschutz, mit Links zu den Artenschutzverordnungen der EU, das Bundesnaturschutzgesetz u. a.